# Torneo Bicentenario de Rugby
La Torneo Bicentenario de Rugby fue una competencia de Rugby binacional entre clubes de Chile y Argentina.
Agrupaba a los clubes de Santiago de Chile y de la provincia de Cuyo en Argentina.
Su último campeón fue Mendoza Rugby Club

## Campeones y finalistas
| Año  | Campeón            | Resultado          | Subcampeón            |
| ---- | ------------------ | ------------------ | --------------------- |
| 2010 | Peumayen           | 22 - 15            | Viña RC               |
| 2011 | Old Mackayans      | 44 - 0             | Banco R.C.            |
| 2012 | Peumayen           | 25 - 10            | Banco R.C.            |
| 2017 | Mendoza R.C.       | 37 - 26            | Universitario Mendoza |
| 2018 | Final no disputada | Final no disputada | Final no disputada    |

## Posiciones
Número de veces que los equipos ocuparon las primeras dos posiciones en todas las ediciones.
| Equipo                | Campeón | 2º puesto |
| --------------------- | ------- | --------- |
| Peumayen              | 2       |           |
| Sporting Rugby Club   | 1       |           |
| Mendoza R.C.          | 1       |           |
| Universitario Mendoza |         | 2         |
| Viña RC               |         | 1         |
| Banco R.C.            |         | 1         |